# خوسيه دي خيسوس
خوسيه دي خيسوس (بالإنجليزية: Jose De Jesus)‏ مواليد 12 أغسطس 1968 في بورتوريكو، هو ملاكم محترف بورتوريكي سابق صنّف ضمن فئة وزن خفيف الذبابة. حقق بطولة منظمة الملاكمة العالمية.

## إحصائيات
خاض خلال مسيرته 41 نزالا، فاز في 31 وتعادل في 1 وخسر في 9. فاز بالضربة القاضية في 22 نزالا.

## روابط خارجية
- خوسيه دي خيسوس على موقع بوكس ريك (الإنجليزية) (registration required)